# Pakistan op de Olympische Zomerspelen 1984
Pakistan nam deel aan de Olympische Zomerspelen 1984 in Los Angeles, Verenigde Staten. Voor de zevende keer bij evenzovele opeenvolgende deelnames won de hockeyteam een medaille; dit keer goud.

## Medailleoverzicht
| Sport  | Olympiër | Discipline | Medaille |
| ------ | --- | ---------- | -------- |
| Hockey | Ghulam Moinuddin Qasim Zia Nasir Ali Abdul Rashid Al-Hasan Ayaz Mahmood Naeem Akhtar Kaleemullah Khan Manzoor Junior Hassan Sardar Hanif Khan Khalid Hamid Shahid Ali Khan Tauqeer Dar Ishtiaq Ahmed Saleem Sherwani Mustaq Ahmad | mannen     | Goud     |

## Deelnemers en resultaten

### Atletiek
| Olympiër             | Onderdeel       | Resultaat | Prestatie                            |
| -------------------- | --------------- | --------- | ------------------------------------ |
| Muhammad Mansha      | 100m (m)        | 59e       | serie 6: 7de in 10,87                |
| Muhammad Mansha      | 200m (m)        | 58e       | serie 3: 6de in 22,04                |
| Syed Meshaq Rizvi    | 400m (m)        | 70e       | serie 3: 7de in 49,58                |
| Syed Meshaq Rizvi    | 800m (m)        | 44e       | serie 6: 5de in 1.51,29              |
| Muhammad Rashid Khan | speerwerpen (m) | 21e       | kwalificatie groep B: 9de met 74,58m |

### Boksen
| Olympiër         | Onderdeel | Resultaat | Prestatie                                                                           |
| ---------------- | --------- | --------- | ----------------------------------------------------------------------------------- |
| Babar Ali Khan   | -54kg (m) | 9e        | 1ste ronde: vrij 2de ronde: W van BEN Abissi: 5-0 3de ronde: V van COL Pitalúa: 0-5 |
| Asif Kamran Dar  | -60kg (m) | 17e       | 1ste ronde: W van ISR Niazov: 5-0 2de ronde: V van PHI Cantancio: 0-5               |
| Abrar Hussain    | -67kg (m) | 17e       | 1ste ronde: vrij 2de ronde: V van SWE Koskela: 1-4                                  |
| Muhammad Youssef | +91kg (m) | 9e        | 1ste ronde: V van CAN Lewis: scheidsrechterlijke beslissing                         |

### Hockey
| Olympiër | Onderdeel | Resultaat | Prestatie |
| --- | --------- | --------- | --- |
| Ghulam Moinuddin Qasim Zia Nasir Ali Abdul Rashid Al-Hasan Ayaz Mahmood Naeem Akhtar Kaleemullah Khan Manzoor Junior Hassan Sardar Hanif Khan Khalid Hamid Shahid Ali Khan Tauqeer Dar Ishtiaq Ahmed Saleem Sherwani Mustaq Ahmad | mannen    | Goud      | groep B: 2de G van Nieuw-Zeeland: 3-3 W van Kenia: 3-0 G van Nederland: 3-3 W van Canada: 7-1 G van Groot-Brittannië: 0-0 halve finale: W van Australië: 1-0 finale: W van Bondsrepubliek Duitsland: 2-1 |

| Groep B |                  |             |             |             |             |            |            |            |        |
| #       | Land             | Wedstrijden | Wedstrijden | Wedstrijden | Wedstrijden | Doelpunten | Doelpunten | Doelpunten | Punten |
| #       | Land             | G           | W           | G           | V           | V          | T          | Saldo      | Punten |
| 1       | Groot-Brittannië | 5           | 4           | 1           | 0           | 10         | 5          | +5         | 9      |
| 2       | Pakistan         | 5           | 2           | 3           | 0           | 16         | 7          | +9         | 7      |
| 3       | Nederland        | 5           | 3           | 1           | 1           | 16         | 9          | +7         | 7      |
| 4       | Nieuw-Zeeland    | 5           | 1           | 2           | 2           | 10         | 10         | 0          | 4      |
| 5       | Kenia            | 5           | 1           | 0           | 4           | 5          | 14         | -9         | 2      |
| 6       | Canada           | 5           | 0           | 1           | 4           | 7          | 19         | -12        | 1      |

| Ronde        | Datum       | Plaats                   | Land  | Score    | Land |
| ------------ | ----------- | ------------------------ | ----- | -------- | ---- |
| Groepsfase   |             |                          |       |          |      |
| 30 juli      | Los Angeles | Nieuw-Zeeland            | 3-3   | Pakistan |      |
| 1 augustus   | Los Angeles | Kenia                    | 0-3   | Pakistan |      |
| 3 augustus   | Los Angeles | Nederland                | 3-3   | Pakistan |      |
| 5 augustus   | Los Angeles | Canada                   | 1-''7 | Pakistan |      |
| 7 augustus   | Los Angeles | Groot-Brittannië         | 0-0   | Pakistan |      |
| Halve finale |             |                          |       |          |      |
| 9 augustus   | Los Angeles | Australië                | 0-1   | Pakistan |      |
| Finale       |             |                          |       |          |      |
| 11 augustus  | Los Angeles | Bondsrepubliek Duitsland | 1-2   | Pakistan |      |

### Worstelen
| Olympiër              | Onderdeel   | Resultaat   | Prestatie                                                                                        |
| Vrije stijl           | Vrije stijl | Vrije stijl | Vrije stijl                                                                                      |
| --------------------- | ----------- | ----------- | ------------------------------------------------------------------------------------------------ |
| Muhammad Gul          | -74kg (m)   | 15e         | groep A: 8ste V van IRQ Faris: 0-4 V van KOR Han: 0-4                                            |
| Abdul Majeed Maruwala | -90kg (m)   | 7e          | groep A: 4de W van ROU Matei: 4-0 W van AUT Lins: 3-1 V van TUR Temiz: 1-3 V van USA Banach: 0-4 |

### Zeilen
| Olympiër                                | Onderdeel | Resultaat | Prestatie                          |
| --------------------------------------- | --------- | --------- | ---------------------------------- |
| Arshad Choudhry                         | finn      | 24e       | 198 punten: (22-24-23-21-23-22-21) |
| Munir Sadid Mohammad Zakaullah          | 470       | 22e       | 182 punten: (20-21-20-21-9-20-DNF) |
| Khalid Akhtar Adnan Yousoof Naseem Khan | soling    | 20e       | 172 punten: (18-21-18-19-18-18-18) |

Algerije · Amerikaanse Maagdeneilanden · Andorra · Antigua en Barbuda · Argentinië · Australië · Bahama’s · Bahrein · Bangladesh · Barbados · België · Belize · Benin · Bermuda · Bhutan · Birma · Bolivia · Bondsrepubliek Duitsland · Botswana · Brazilië · Britse Maagdeneilanden · Canada · Centraal-Afrikaanse Republiek · Chili · China · Chinees Taipei · Colombia · Congo-Brazzaville · Costa Rica · Cyprus · Denemarken · Djibouti · Dominicaanse Republiek · Ecuador · Egypte · El Salvador · Equatoriaal-Guinea · Fiji · Filipijnen · Finland · Frankrijk · Gabon · Gambia · Ghana · Grenada · Griekenland · Groot-Brittannië · Guatemala · Guinee · Guyana · Haïti · Honduras · Hongkong · Ierland · IJsland · India · Indonesië · Irak · Israël · Italië · Ivoorkust · Jamaica · Japan · Joegoslavië · Jordanië · Kaaimaneilanden · Kameroen · Kenia · Koeweit · Lesotho · Libanon · Liberia · Liechtenstein · Luxemburg · Madagaskar · Malawi · Maleisië · Mali · Malta · Marokko · Mauritanië · Mauritius · Mexico · Monaco · Mozambique · Nederland · Nederlandse Antillen · Nepal · Nicaragua · Nieuw-Zeeland · Niger · Nigeria · Noord-Jemen · Noorwegen · Oeganda · Oman · Oostenrijk · Pakistan · Panama · Papoea-Nieuw-Guinea · Paraguay · Peru · Portugal · Puerto Rico · Qatar · Roemenië · Rwanda · Salomonseilanden · Samoa · San Marino · Saoedi-Arabië · Senegal · Seychellen · Sierra Leone · Singapore · Soedan · Somalië · Spanje · Sri Lanka · Suriname · Swaziland · Syrië · Tanzania · Thailand · Togo · Tonga · Trinidad en Tobago · Tsjaad · Tunesië · Turkije · Uruguay · Venezuela · Verenigde Arabische Emiraten · Verenigde Staten · Zaïre · Zambia · Zimbabwe · Zuid-Korea · Zweden · Zwitserland